# Mario Barra
Mario Barra (... – Roma, 17 luglio 2024) è stato un matematico italiano.
Ebbe un ruolo attivo e creativo nell'ambito della didattica della matematica. Insegnò Didattica della Matematica e Fondamenti del Calcolo delle probabilità al Dipartimento di Matematica, Guido Castelnuovo, dell'Università La Sapienza di Roma.

## Biografia
Mario Barra si laureò in matematica con lode nel 1972 all'Università degli Studi di Roma "La Sapienza" con una tesi in didattica della matematica di cui fu relatore Bruno de Finetti. L'anno successivo vinse una borsa di studio del CNR con un programma di ricerca in didattica della matematica da svolgere sotto la guida del suo relatore che in seguito gli affidò, per quattro anni, le esercitazioni del suo corso di Calcolo delle probabilità, accompagnandolo poi in vari corsi di aggiornamento come quello del 1976 a Fontainebleau presso Le Centre Européen d'Education Permanente (CEDEP).
Nello stesso periodo 1973-1976 tenne esercitazioni per il corso di Algebra di Lucio Lombardo Radice e collaborò con Emma Castelnuovo alla realizzazione di tredici esposizioni di matematica, in Italia e all'estero, sfociati nella pubblicazione del libro Matematica nella Realtà pubblicato da Boringhieri di cui fu coautore.
Dal 1977 al 1987 Barra tenne corsi di insegnamento della matematica per il conseguimento del titolo di "Insegnante di sostegno per studenti diversamente abili" presso l'Istituto Montesano di Roma.

Diresse poi il gruppo di ricerca del CNR prima denominato GRISIM (Gruppo di Ricerca e Sperimentazione per l'Insegnamento della Matematica nella Scuola Media) e successivamente “Progetto Alice”.

Nel 1989 divenne membro della Commission Internationale pour l'Etude et l'Amélioration de l'Enseignement des Mathématiques (CIEAEM).
Insegnò matematica e software di geometria dinamica e didattica del calcolo delle probabilità alle SSIS.

Nel periodo 2010-2014 fu direttore del Centro di Ateneo (La Sapienza) per la Ricerca sulla Formazione e sull'Innovazione Didattica (CARFID).
Fu inoltre autore e presentatore di varie trasmissioni televisive della RAI per i giovani come Habitat, Orizzonti della scienza e della tecnica. Fu un divulgatore della matematica anche con quiz matematici presentati con cartoni animati.

Fu anche co-fondatore e redattore della rivista Induzioni e fondatore e direttore della rivista Progetto Alice. Nel 2014 iniziò la direzione del Museo della matematica di Priverno.
Con attività costante negli anni, collaborò alle Olimpiadi di matematica, tenne corsi di aggiornamento, intervenne a convegni, nazionali e internazionali, e pubblicò articoli sulla didattica della matematica.

## Maratona Nazionale di Matematica
Nel 1998 Barra ideò e realizzò la Maratona Nazionale di Matematica, un evento annuale a carattere nazionale rivolto a studenti dell'ultimo anno di Scuola media e patrocinato dal MIUR, una gara di matematica con l'obiettivo di premiare prevalentemente l'intuizione e la creatività matematica. Partecipano centinaia di scuole di tutta Italia che selezionano i loro rappresentanti in base all'andamento scolastico e in base alla loro capacità di risolvere problemi. La Maratona di Matematica si svolge in un'unica giornata e i "maratoneti" vengono accompagnati dai genitori e dai loro insegnanti di matematica.

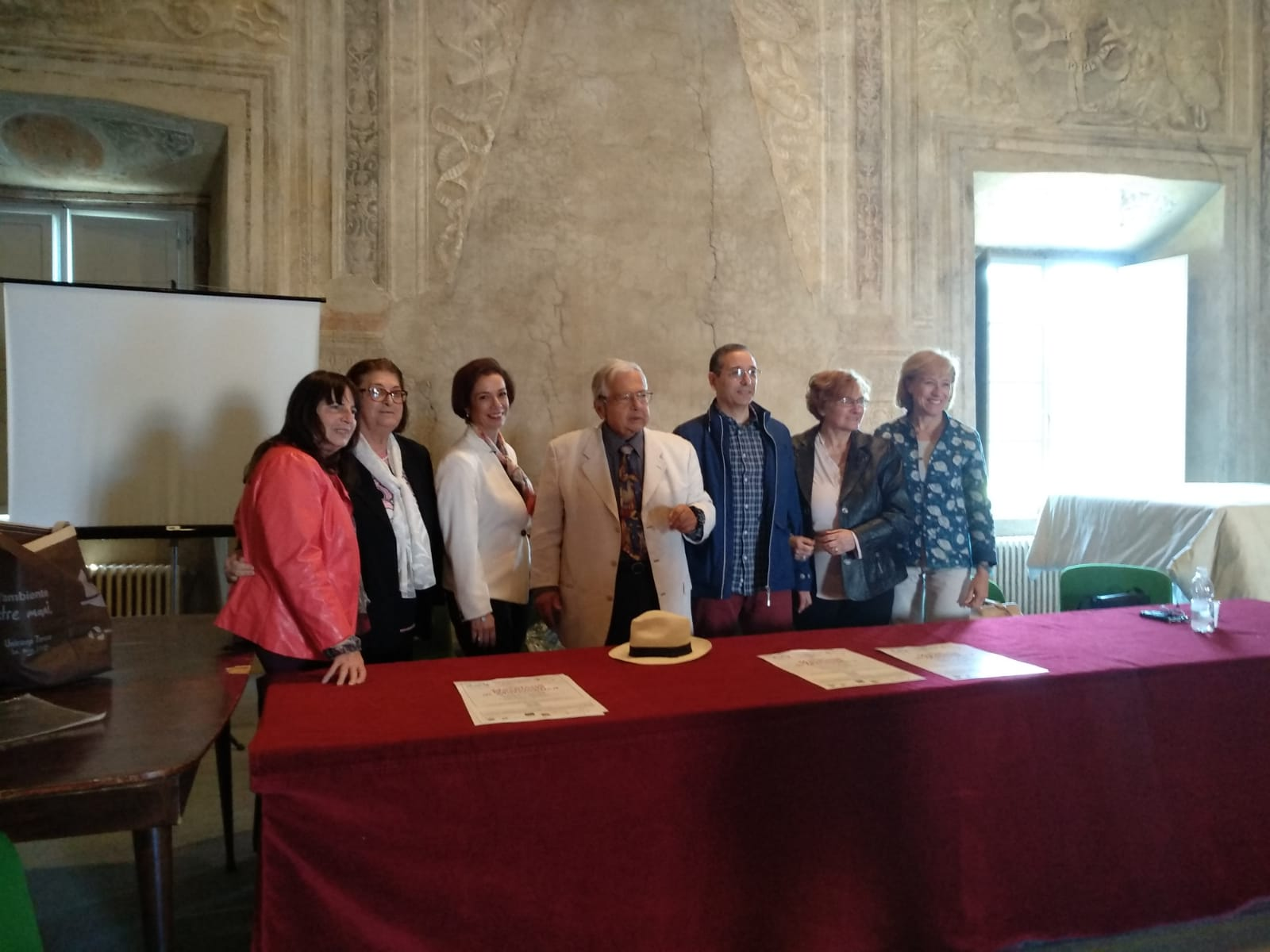
Ostia 2019. Gli insegnanti.
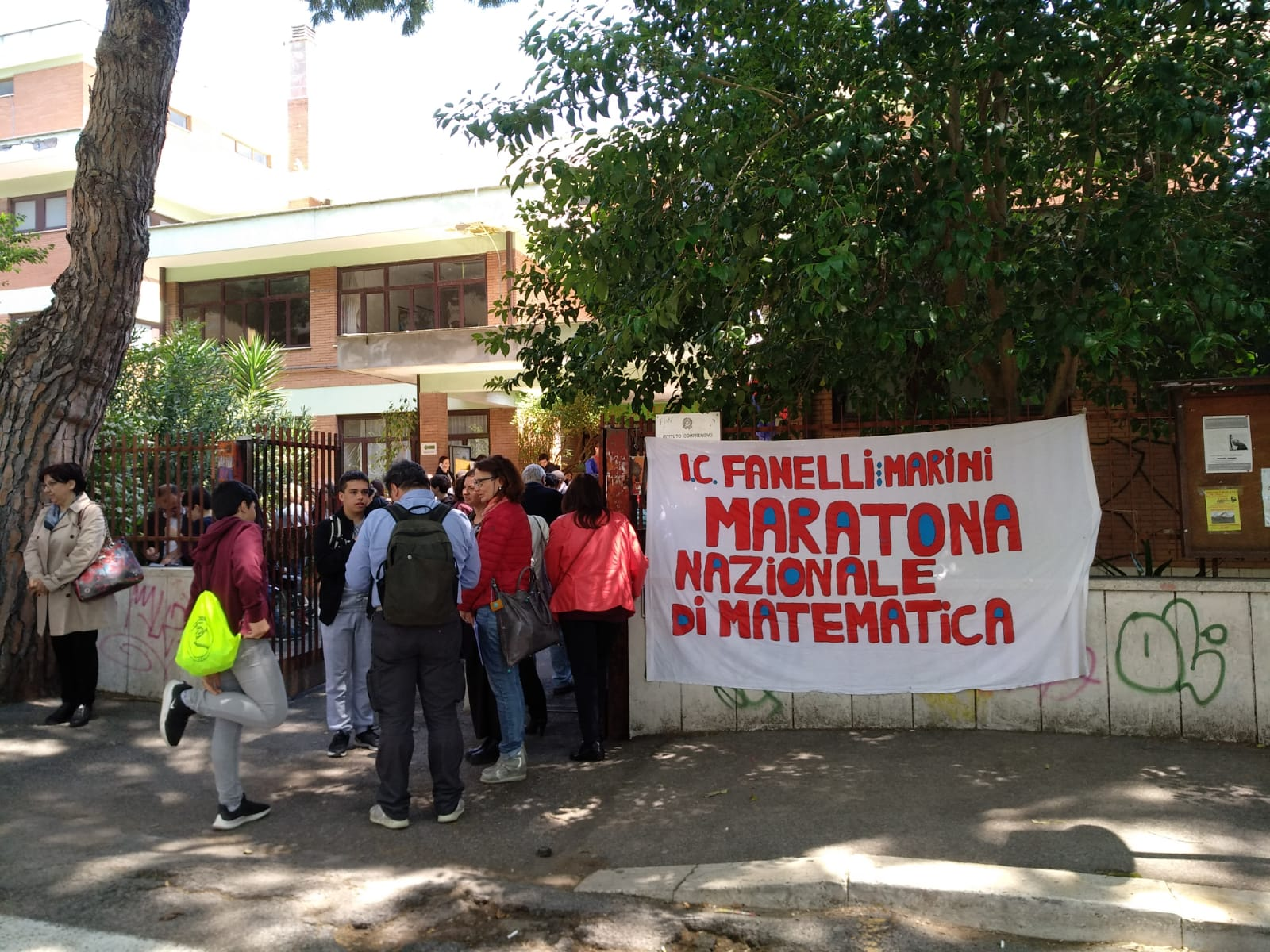
La sede della gara: L'Istituto Comprensivo Fanelli-Marini
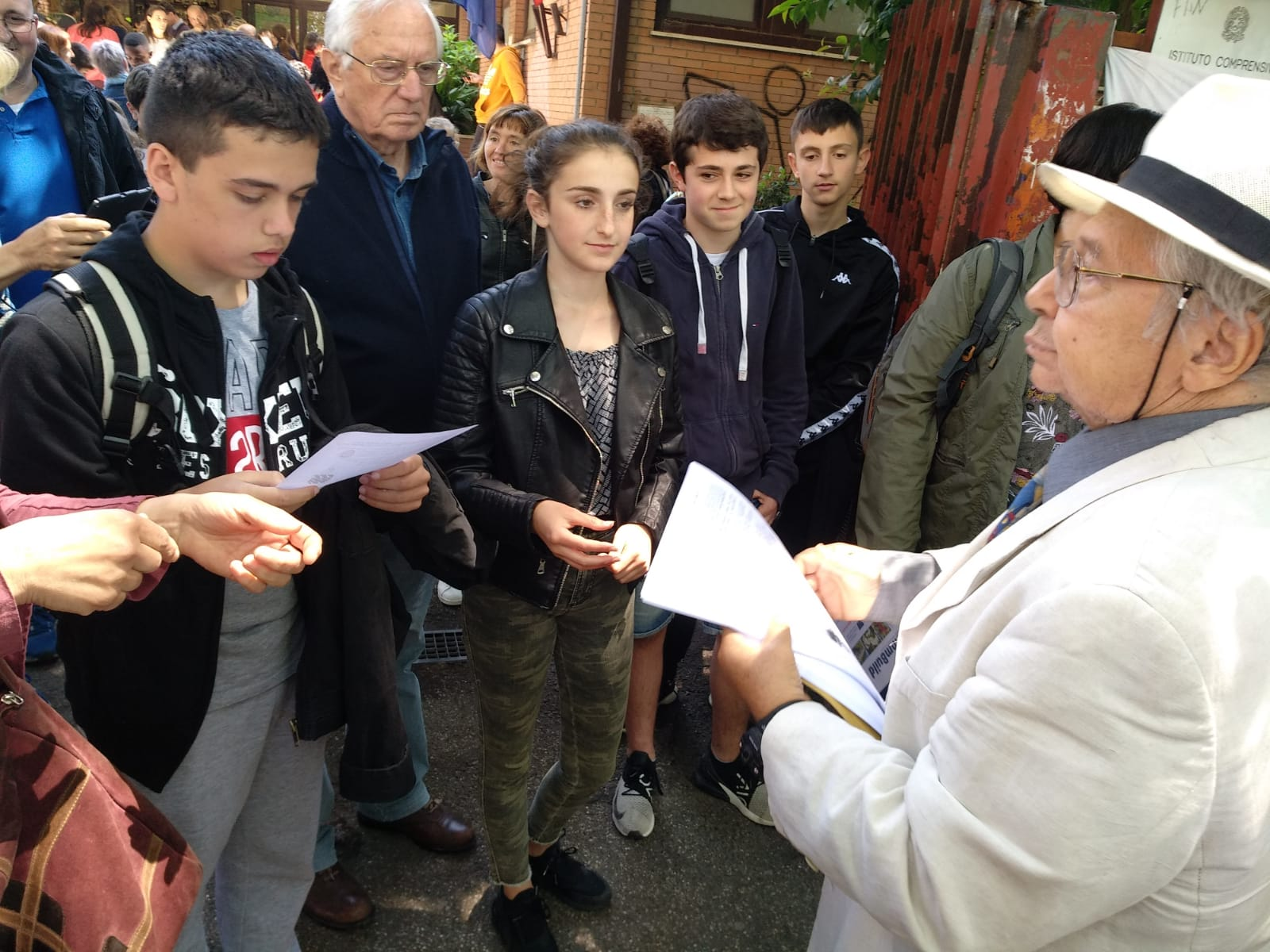
Dopo la prova; le risposte ai quesiti
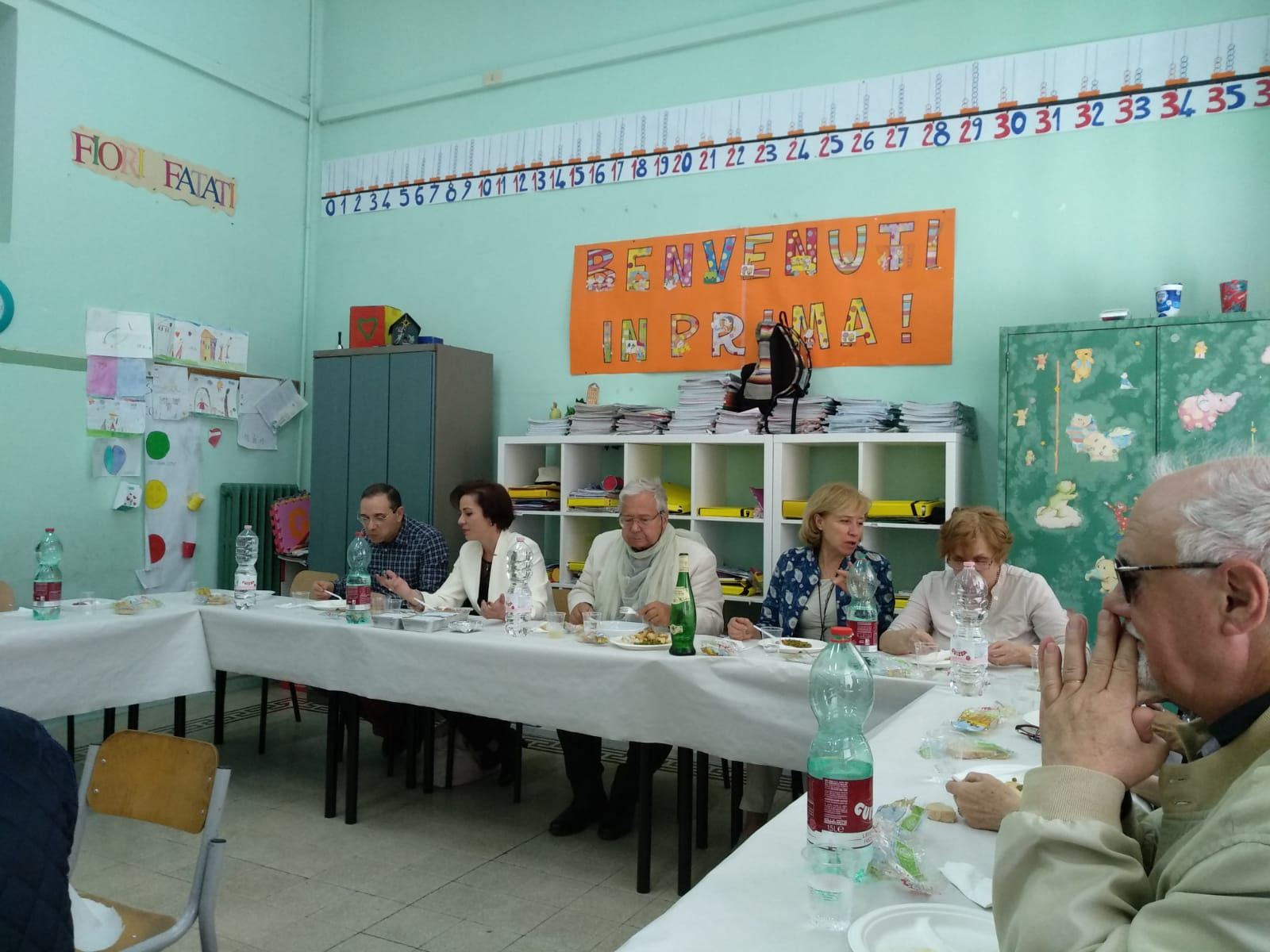
Pausa pranzo nella scuola ospitante
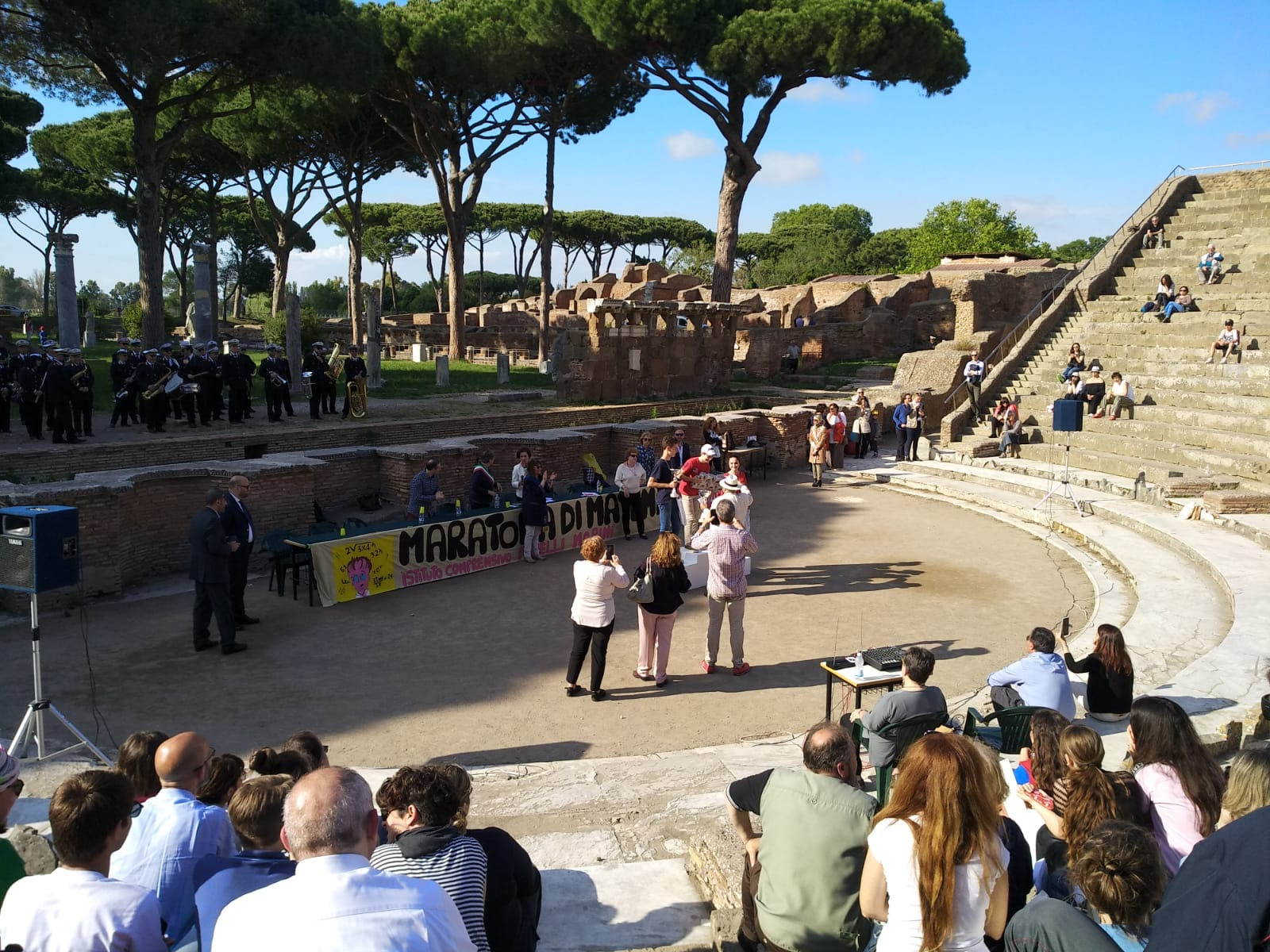
La premiazione nella splendida cornice di Ostia antica

## Progetto Alice

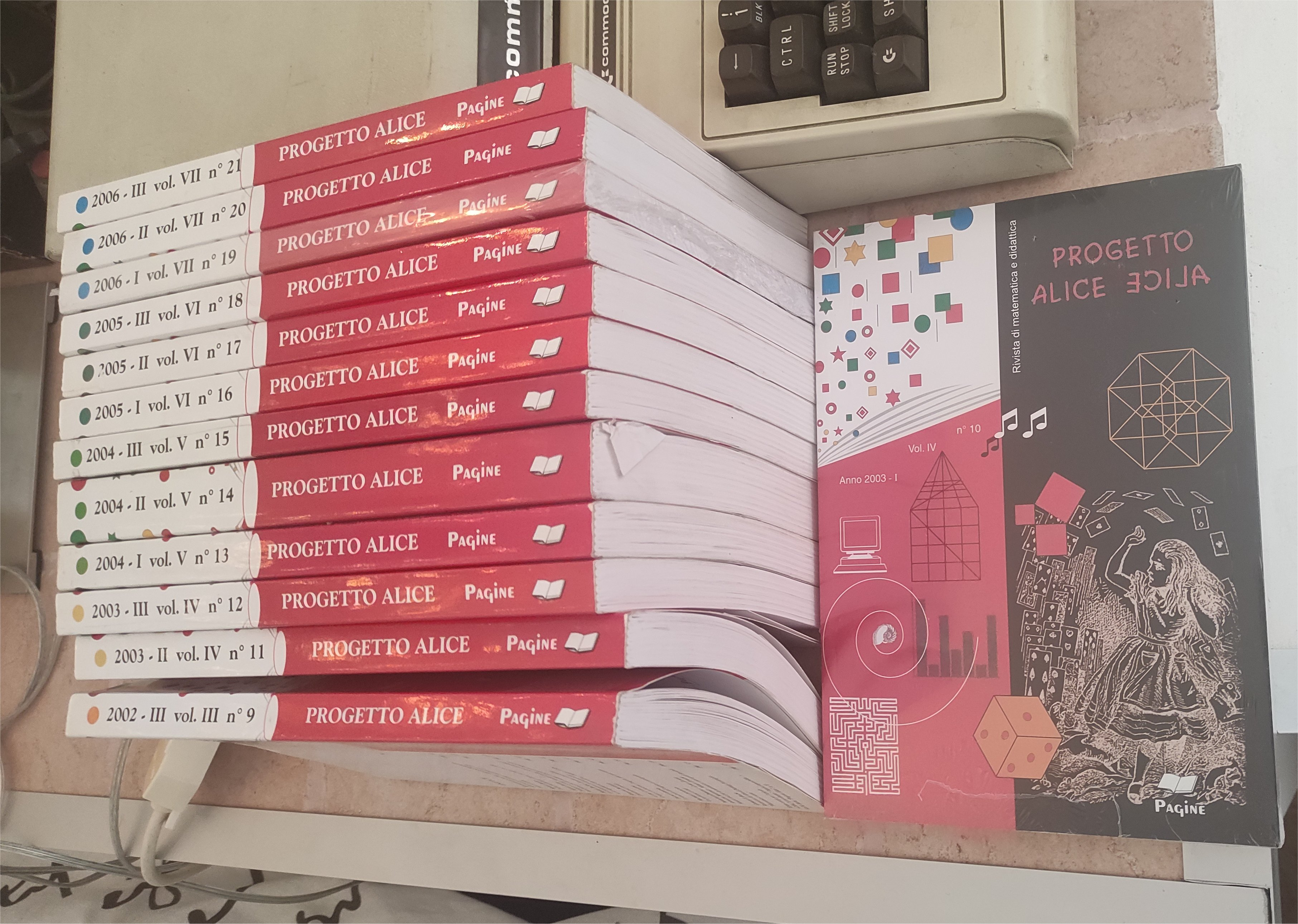
Progetto Alice

Nel 1999 Barra fondò e diresse la rivista quadrimestrale di matematica e didattica denominata Progetto Alice rivolta ad insegnanti ed alunni delle scuole secondarie di primo e secondo grado e a tutti coloro che condividono gli obiettivi del progetto. Questo consiste nel promuovere attività e metodi didattici utili per l'apprendimento della matematica e soprattutto di promuovere insegnamenti coinvolgenti che lascino spazio per la creatività e l'apprendimento per scoperta tenendo conto dei problemi individuali e sociali. 
La rivista dichiara di nascere dalle idee di Bruno de Finetti, Lucio Lombardo Radice, Luigi Campedelli, Ovide Decroly, John Dewey, Efraim Fischbein, Hans Freudenthal, Jacques Hadamart, Maria Montessori, Imre Lakatos, George Polya, Richard R. Skemp, Francesco Speranza e Lev Vygotskij. Dichiara inoltre di avere come fonte di ispirazione argomenti, metodi e ricerche come quelli di Emma Castelnuovo.

Insieme a tanti altri, molti articoli del suo direttore furono pubblicati dalla rivista nei 72 numeri usciti nel periodo 2000-2023. Non si sa ancora se la rivista potrà sopravvivere alla scomparsa del suo fondatore avvenuta il 17 luglio 2024.

## Pubblicazioni
- con Emma Castelnuovo, Matematica nella realtà, Torino, Boringhieri, 1976, OCLC 802495289.
- con Emma Castelnuovo, Mathématiques dans la réalité, Paris, Cedic, 1982, ISBN 9782712401573, OCLC 715172224.
- con Ennio Peres, Il cubo semplice: finalmente un manuale comprensibile da tutti con le soluzioni di genius, master cubo, ottaedro, piramide, Prefazione di Lucio Lombardo Radice, Roma, Savelli, 1982, OCLC 956043637.
- Bruno de Finetti : un matematico geniale al servizio della società, Induzioni, 2006, OCLC 5894568184.
- Galilei e la probabilità, Largo campo di filosofare, 2001, OCLC 5894443505.
- Aspetti epistemologici e storici relativi alla Legge dei grandi numeri e alla Legge empirica del caso a partire dai greci, Induzioni, 1991, OCLC 5894587806.
- con Maria Ruffino Aprile e Sebastiano Conte, Creatività in matematica a scuola. Una sfida possibile?, Prefazione di Silvio Maracchia, Roma, Pagine, 2001, OCLC 848988087.